# Perikli Çuli
Perikli Çuli es un escultor de Albania que ha trabajado en muchas obras junto a Hektor Dule.

## Datos biográficos
Su obra más importante es el Monumento a Nuestra Tierra  (en albanés: Monumenti Toka Jonë) situado en la ciudad de Lushnjë , en 1987. A pesar de que lleva adornos del realismo socialista - estilo del período comunista -, este trabajo hoy en día no pierde su valor para el visitante. Situado en el centro, al sur de la entrada de la ciudad , es un conjunto arquitectónico realmente impresionante.
Es el autor junto a Andrea Mana, Fuat Dushku y Dhimo Gogollari del monumento Heroínas de Mirdita (en albanés: Heroinat e Mirditës). Instalado en 1970 en Mirdita, actualmente este bronce ha desaparecido.
En la década e 1980 entabló amistad con el pintor rumano Vasile Hutopilă.
Desde 2008 sus obras se encuentran representadas en la Galería Nacional de Arte de Tirana, en la sala 6 dedicada a las pinturas y esculturas contemporáneas (1989-2001), de la década de 1990.·
En febrero de 2010 presentó sus obras  en el Museo de arte Contemporáneo de Villa Croce en Génova,  en una exposición colectiva bajo el título Così vicina. Così lontana. Arte in Albania prima e dopo il 1990 (Cosas vecinas. Cosas lejanas. Arte en Albania antes y después de 1990).